# Tibet
Tibet (tibetanska: བོད་, Phö) är en region och historisk stat i Centralasien. Tibet är sedan början av 1950-talet styrt av Peking, och de forna tibetanska områdena är idag indelade i den kinesiska autonoma regionen Tibet, provinsen Qinghai och delar av provinserna Sichuan, Yunnan, Gansu och Xinjiang. Den centrala tibetanska administrationen, en exilregering ledd av Dalai lama, verkar från norra Indien för ett fritt eller åtminstone i högre grad än idag självstyrande Tibet. Det är fortfarande idag en olöst konflikt, och många ur ursprungsbefolkningen bor i grannländerna Bhutan och Nepal.

## Geografi
Tibet omfattar främst den tibetanska högplatån, vilken är världens största och högsta platå med en medelhöjd på cirka 3 000 meter över havet. I söder avgränsas Tibet av bergskedjan Himalaya, vars genomsnittliga höjd är 3 000 meter i söder och 4 500 meter i norr; den berömda bergstoppen Mount Everest ligger på Tibets gräns mot Nepal. Det landområde där majoriteten av befolkningen är tibetaner är kanske så stort som 2,2 miljoner kvadratkilometer. Uppskattning av ursprungsbefolkning har gjorts till ca 8-9 miljoner invånare. 
Klimatet är mycket torrt nio månader om året. Snöfallet är i genomsnitt endast 45 cm, på grund av regnskuggeeffekten som gör att bergskedjor förhindrar fukt från haven att nå platåerna. De västra bergspassen får små mängder snö varje år men fortsätter att vara resbara året om. Låga temperaturer är vanliga i de hela västra regionerna, där vegetationen sällan blir mer omfattande än små buskar.

## Administrativa indelningar
Tibets administrativa indelningar har varierat under landets historia, men den klassiska indelningen var i de tre större delarna:
- Ü-Tsang, (tibetanska: dbus-gtsang, kinesiska: 卫藏, pinyin:Wèizàng), huvudsakligen motsvarande dagens autonoma region Tibet
- Kham, (tibetanska: khams, kinesiska: 康, pinyin: Kāng), huvudsakligen motsvarande östligaste delen av dagens Tibet-region samt västra delen av dagens Sichuan, vilken under en tid var provinsen Sikang.
- Amdo, (tibetanska: a-mdo, kinesiska: 安多, pinyin: Ānduō), huvudsakligen motsvarande dagens Qinghai

## Religion
Vidare läsning i artikeln tibetansk buddhism
Före buddhismens införande dominerade en schamanistisk religion kallad bön, som idag finns kvar sida vid sida med tibetansk buddhism. Den nordindiska mahayanabuddhismen infördes i Tibet under 700-talet och det första buddhistiska klostret byggdes i Samye i nuvarande Lhoka kring år 779. Den tibetanska buddhismen fick sin egen utveckling och har också influerats av kinesiska buddhistiska skolor.
I många traditionella berättelser beskrivs det tibetanska folket som utvalt för att skydda och förmedla Buddhas sanna lära. Detta innebar dels att Tibets historia kunde ses som ständigt påverkat/skyddat av emenationer av buddhor och bodhisattvor. Det innebar även att klosterinstitutionernas makt och inflytande blev mycket stort, då de ansågs ha det största ansvaret för att skydda de äkta lärorna.
För alla de tibetanska buddhistiska kejsarna finns det legendariska berättelser om deras förflutna. De olika Dalai Lama som i långa perioder styrde Tibet, ansågs vara emenationer av bodhisattvan Avalokiteshvara. Avalokiteshvara anses även vara Tibets skyddspatron, och det finns ett flertal antika legendariska berättelser som berättar hur Avalokiteshvara skyddat Tibet.

Tibets flagga som användes mellan 1912 och 1950 är förbjuden i Kina, men den används fortfarande av exilregeringen.

## Historia
Landet Tibet formades under 600-talet och enades för första gången under kung Songtsän Gampo. Songtsän Gampo gifte sig med två prinsessor, Bhrikuti Devi från Nepal och Wen Cheng från Kina. De båda prinsessorna var båda buddhister och förde läran med sig till Tibet. 
Tibet har alltid haft komplicerade relationer till omkringliggande länder. Många krig har utkämpats med de olika folken i Kina, Mongoliet, Manchuriet och Turkestan. De många krigen har avlösts av en stor mängd vänskapliga förbindelser och fredsfördrag. Dels efter mongolernas invasion 1240 och under 1500-talet då Djingis Khans ättling, Altan Khan grundade Dalai lama-traditionen. Under Mingdynastin utövade Kina ingen överhöghet över Tibet och landet var i praktiken självständigt.

### Tibet under Qing-väldet
Från år 1720 blev Tibet beroende av Qing-dynastin och lydde administrativt under vicekungen i Sichuan. Qing-myndigheten representerades av tre kejserliga, för tre år utsedda fullmäktiga ståthållare (amban) som ledde de utländska och militära ärendena, men ledningen av civila och religiösa frågor överläts åt den tibetanska regeringen.
Under Qing-dynastin var Tibet länge stängt för utlänningar, som regelmässigt utvisades ur landet. Bland de som lyckades ta sig in i landet var den katolske missionären Évariste Régis Huc som vistades där 1846 tillsammans med en missionärskollega.
1903–1904 invaderades Tibet av en brittisk expedition ledd av Francis Younghusband med 3000 soldater och 7000 bärare, sherpas som nådde Lhasa efter hårda strider. Från brittisk sida hävdades det att ett av motiven bakom expeditionen var att förekomma Ryssland som påstods vilja annektera Tibet. När expeditionen nådde Lhasa hade den trettonde Dalai lama redan flytt till Mongoliet. Den brittiska expeditionen tvingades till återtåg i september 1904 inför den annalkande vintern. Qing-hovet i Peking vägrade emellertid att acceptera ett för britterna mycket förmånligt avtal, det skulle ge britterna rätt till kontroll över telekommunikationer och mineralrättigheter osv,  som britterna med vapenhot tvingat fram i Lhasa.
Under det tidiga 1900-talet fanns det utländska rådgivare i Tibet utsedda av den brittiska regeringen som såg till att Tibet gynnande brittiska intressen. Under vissa perioder innan 1913 kan man enligt vissa källor betrakta Tibet som ett brittiskt protektorat. Efter en kortvarig brittisk militär expedition i Tibet ingicks dock avtal mellan Qing, Storbritannien och Ryssland om att Tibet tillhörde Kina. 
I ett avtal mellan Kina och Storbritannien 1906 lovade Storbritannien att inte annektera tibetanskt territorium eller blanda sig i administrationen av Tibet. Därmed erkände Storbritannien också att det avtal som undertecknade i Lhasa 1904 inte gällde. Följande år erkände Storbritannien Kinas överhöghet (ordagrant suzerain rights) i Tibet i ett avtal med Ryssland.
När Sven Hedin år 1909 kom tillbaka från sin treåriga expedition i Tibet beskrev han situationen som att "För närvarande befinner sig Tibet i den kinesiska regeringens krampaktiga händer."... "Dalai Lama befinner sig likaledes i händerna på regeringen i Peking"... "Kinas regering fruktar mongolerna och hakar sig fast vid Dala i Lama".."För närvarande råder lugn i Tibet. Ingen som helst jäsning är märkbar"
Xinhairevolutionen 1911–12 tvingade änkekejsarinnan Longyu att avstå från regeringsmakten i sin minderårige sons namn, den 8-årige kejsaren Puyi, och Republiken Kina bildades. Den nya regeringen under Yuan Shikai hävdade att Republiken Kina övertagit den avsatte kejsarens och hans regerings överhöghet i Tibet, men på grund av Kinas inre splittring kunde inte Peking utöva någon politisk makt i Tibet och landet blev i praktiken självständigt 1913.
| Anspråk på Tibet: |  |  |  |  |  |                                                                      |
|                   |  |  |  |  |  | Det historiska Tibet som krävs av tibetanska exilgrupper             |
|                   |  |  |  |  |  | Tibetanska områden definierade av Folkrepubliken Kina                |
|                   |  |  |  |  |  | Autonoma regionen Tibet (kontrollerat av Folkrepubliken Kina).       |
|                   |  |  |  |  |  | Krävt av Indien som del av Aksai Chin.                               |
|                   |  |  |  |  |  | Krävt av Folkrepubliken Kina som del av den autonoma regionen Tibet. |
|                   |  |  |  |  |  | Andra områden som tillhör den historiska tibetanska kultursfären.    |

### Det självständiga Tibet 1913–1951
Tibets status under perioden 1912–1951 har varit mycket omstridd. 1913–1914 slöts ett avtal mellan Republiken Kina, Tibet och Storbritannien i den indiska staden Simla som aldrig ratificerades av Kina. Ett ömsesidigt erkännande mellan Mongoliet, som gjort sig självständigt, och Tibet undertecknades i ett avtal år 1913.
Från slutet av 1800-talet fram till 1935 ledde den svenske upptäcktsresanden Sven Hedin flera årslånga expeditioner i Tibet. Det resulterade bland annat i kartor över stora delar av Tibet, böcker och ett stort antal volymer med vetenskaplig dokumentation. Enligt Nordisk Familjebok, Uggleupplagan tryckt 1919 var Tibet indelat i två administrativa områden som officiellt lydde under den kinesiska beskickningen. Enligt samma källa var dock det engelska inflytandet minst lika stort som det kinesiska efter Englands militära expedition till Lhasa 1904. Svensk Uppslagsbok, tryckt 1936, nämner att England och Ryssland i ett fördrag av 1907 erkände Kinas överhöghet över Tibet. Enligt Svensk Uppslagsbok skulle kineserna emellertid aldrig haft någon större makt i Tibet eftersom landet var svåråtkomligt och av ringa värde ur materiell synpunkt, att kineserna inte vinnlagt sig om att bemästra Tibet och att inre oroligheter i Kina fram till 1934 gjort att "man icke haft tid över för T." 
1939 utgav den svenske professorn och sinologen Bernhard Karlgren en bok om konflikterna i Kina under 1900-talet där Tibet på en karta betecknas som en del av Kina; en av flera provinser inom Kinas gränser.
I en rapport publicerad år 1960 av Internationella Juristkommissionen var slutsatsen däremot att Tibet 1913–1950 hade en allmänt accepterad status som en stat enligt internationell rätt. Det inflytande som Kina hade haft i Tibet betraktade kommissionen närmast som rent symboliskt. Kinesiska regeringar har däremot, under hela 1900-talet, hävdat att Tibet sedan många hundra år är en del av Kina. 
1940 tillsattes den fjortonde "reinkarnationen" av Dalai lama, då han endast var fyra år gammal. Andra världskriget och inbördeskrig i Kina bidrog till att Tibet var mycket isolerat under 1930- och 1940-talet. Västerlänningar var under lång tid förbjudna att besöka dåvarande huvudstaden Lhasa.
I juni 1950 svarade den engelska regeringen i Underhuset på en fråga om vilken form av erkännande som man ger Tibet.  Svaret var att Hans Majestäts regering "alltid varit beredd att erkänna Kinas överhöghet över Tibet, men bara på det villkoret att Tibet betraktas som autonomt".

### Kinas ockupation
1951 anlände en liten styrka från Folkets befrielsearmé. Tibet kunde endast bjuda mycket litet militärt motstånd och landet fick inget stöd i FN. Maktövertagandets första år förflöt ganska väl och Dalai lama upprätthöll goda förbindelser med Kinas centralregering och Mao Zedong. Men 1955–1959 försämrades relationerna avsevärt. I mars 1959 spreds ett rykte i Lhasa om att kineserna tänkte mörda Dalai lama. En del invånare försökte skydda Dalai lama genom att under flera dagar ockupera Norbulingka, Dalai lamas sommarpalats, som då låg strax utanför Lhasas centrum. De vilda protesterna utanför Norbulinka ledde till att samarbetet mellan Dalai lama och Kinas centralregering rasade helt. Dalai lama flydde från Lhasa till fots natten den 10 mars 1959. Han tog sin tillflykt till Indien och grundade i Dharamsala en exilregering och ett exilsamhälle. Kinas regering gjorde nu ett fullständigt maktövertagande. Enligt den kinesiska regeringen låg missnöje bland de före detta stora jordägarna i Tibet som förlorat jord och makt bakom försöket till uppror 1959.